# Abraham van Peere
Abraham van Peere (Vlissingen - ? ) (soms ook: Van Pere) was een Nederlandse handelaar. 
In 1602 kreeg de vader van Abraham, Jan van Peere, van de Staten-Generaal van de Nederlanden een octrooi om naar de rivier Berbice te varen en aldaar een kolonie te stichten. Dit octrooi werd door Abraham in 1627 gebruikt om daadwerkelijk een plantage, voor onder andere suiker en tabak, en de nederzetting Berbice te stichten. Om deze bezittingen te beschermen werd Fort Nassau opgericht.
In later stadium ontstond het conflict met de West-Indische Compagnie (WIC), die een monopolie kreeg op de handel met West-Indië. Hierdoor zou Van Peere geen handel meer kunnen voeren met de goederen uit zijn plantage. Dit werd opgelost door de plantage in erfleen van de WIC te stellen. Hierdoor bleef Van Peere zijn inkomsten uit de plantage behouden. Met een brandschatting in 1689 die werd afgekocht met geld en goederen (die later ongedaan werd gemaakt) kwamen de eerste problemen. In 1712, tijdens de Cassard-expeditie, brandschatte de Franse kaapvaarder Jacques Cassard de nederzetting opnieuw, waarbij voor 300.000 gulden in wisselbrieven en goederen werd geleverd. Hierop moesten nakomelingen van Van Peere de bezittingen achterlaten en kwam het eigendom, na tijdelijk Frans bezit, in 1714 in bezit van Amsterdamse handelslieden.
Een zoon van Abraham van Peere veroverde in 1633/1634 Arguin en werd aldaar de eerste Nederlandse gouverneur.
- Biografisch Portaal: 76735639
- International Standard Name Identifier: 0000 0003 9510 1367
- Nederlandse Thesaurus van Auteursnamen: 121529401
- Virtual International Authority File: 289719675
- WorldCat: E39PBJmdv8WD7h3ypWrvcfXyBP